# De Gooyer (Amsterdam)
De Gooyer is een stellingmolen aan de Amsterdamse Funenkade, bij de Zeeburgerstraat / hoek Sarphatistraat, tussen de Nieuwe Vaart en Singelgracht. De molen dankt zijn naam volgens sommige bronnen aan het feit dat de molen door zijn hoogte uitkijkt over Het Gooi, andere bronnen (uit 1603 en 1608) melden dat de naam afkomstig is van twee voormalige eigenaars die afkomstig waren uit het Gooiland.
De Gooyer bestaat uit twee op elkaar geplaatste houten achtkanten op een stenen onderbouw. De molen is eigendom van Stadsherstel Amsterdam en is niet te bezichtigen. De vlucht van de molen bedraagt 26,6 meter.
In het naastgelegen voormalige Gemeentelijke Badhuis uit 1911, gevestigd aan Funenkade 7, is Brouwerij 't IJ gevestigd. In tegenstelling tot wat velen denken vormen molen en voormalig badhuis noch in historisch, noch in bouwkundig opzicht een geheel. De molen vervult ook geen enkele functie voor deze brouwerij, anders dan dat zij staat afgebeeld op de etiketten van de brouwerij.

## Geschiedenis
Deze molen is de laatst overgeblevene van een grote groep korenmolens die tussen de 17e eeuw en eind 19e eeuw op de bolwerken van de Buitensingelgracht stonden. Omstreeks 1900 zijn de laatste, op de Gooyer na, gesloopt. De situering van de molens was voor die tijd zeer gunstig. Aan de rand van de stad gelegen vingen ze voldoende wind.
De oorspronkelijke molen komt al in de 16e eeuw voor. Na verwoesting en enkele verplaatsingen is in 1725 de molen op de plek van de huidige Oranje-Nassau Kazerne opgebouwd. Ten slotte is de molen in 1814 opnieuw verplaatst en op de stenen voet van een in 1812 afgebroken watermolen op de Funenkade opnieuw opgebouwd.
Nadat de molen in verval was geraakt, werd deze in 1928 door de gemeente Amsterdam voor 3200 gulden aangekocht en gerestaureerd. Bij deze restauratie werd de molen van meer efficiënte, verdekkerde wieken, voorzien. Door het gebrek aan stroom in de Tweede Wereldoorlog heeft de molen dienstgedaan als korenmolen voor particulieren in Amsterdam. De verdekkerde wieken bleken op 13 november 1972 bij een storm zo stormgevoelig dat ze gingen draaien en de molen op hol sloeg. Hierbij brak de bovenas en belandden de wieken in de naastgelegen Nieuwe Vaart. In 1976, toen een speciaal bij het nabijgelegen Stork gegoten bovenas was gefabriceerd, werd bij de restauratie het oorspronkelijke, Oudhollandse type wieken weer aangebracht.

## Externe links

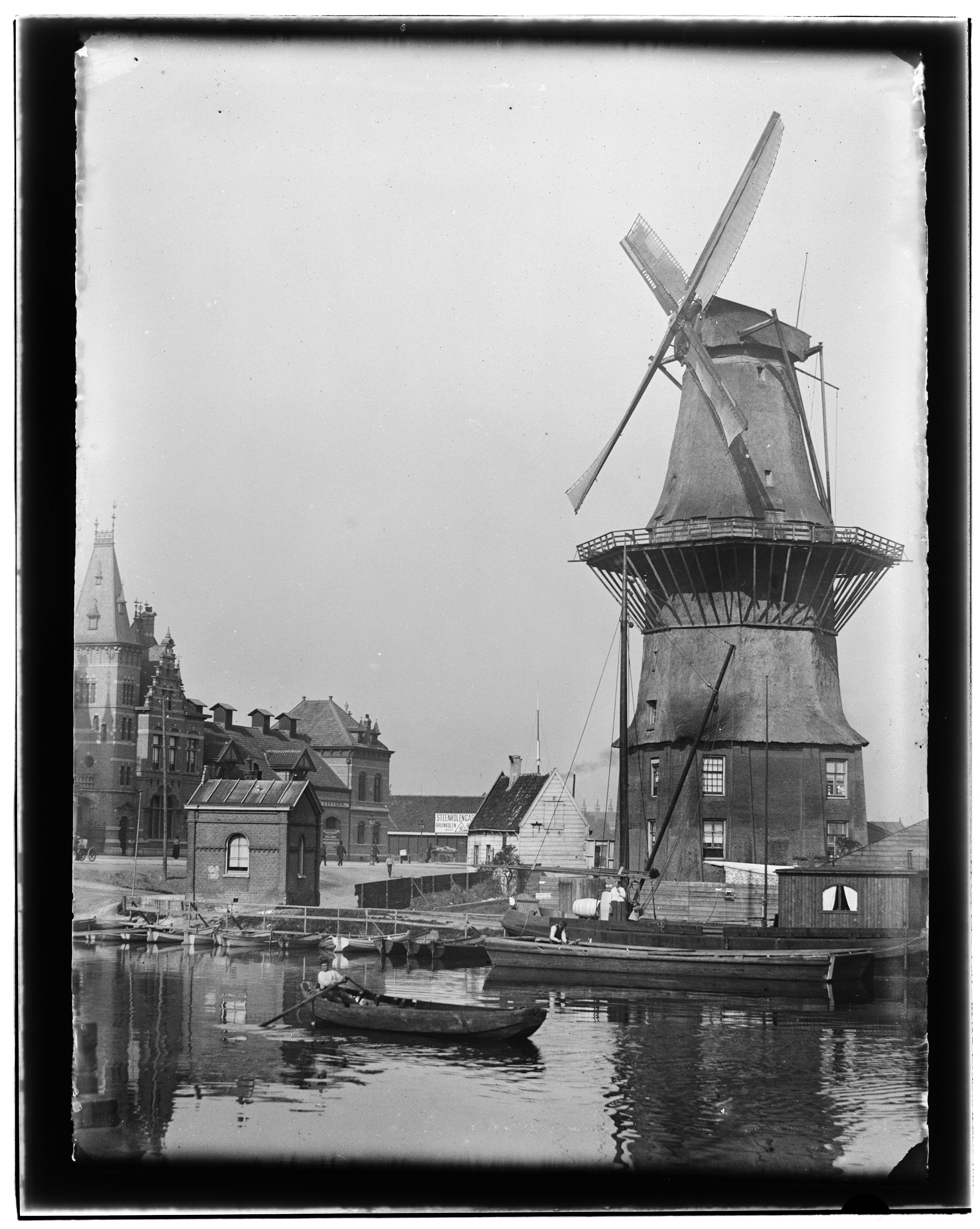
De molen in 1891, gefotografeerd door Jacob Olie.
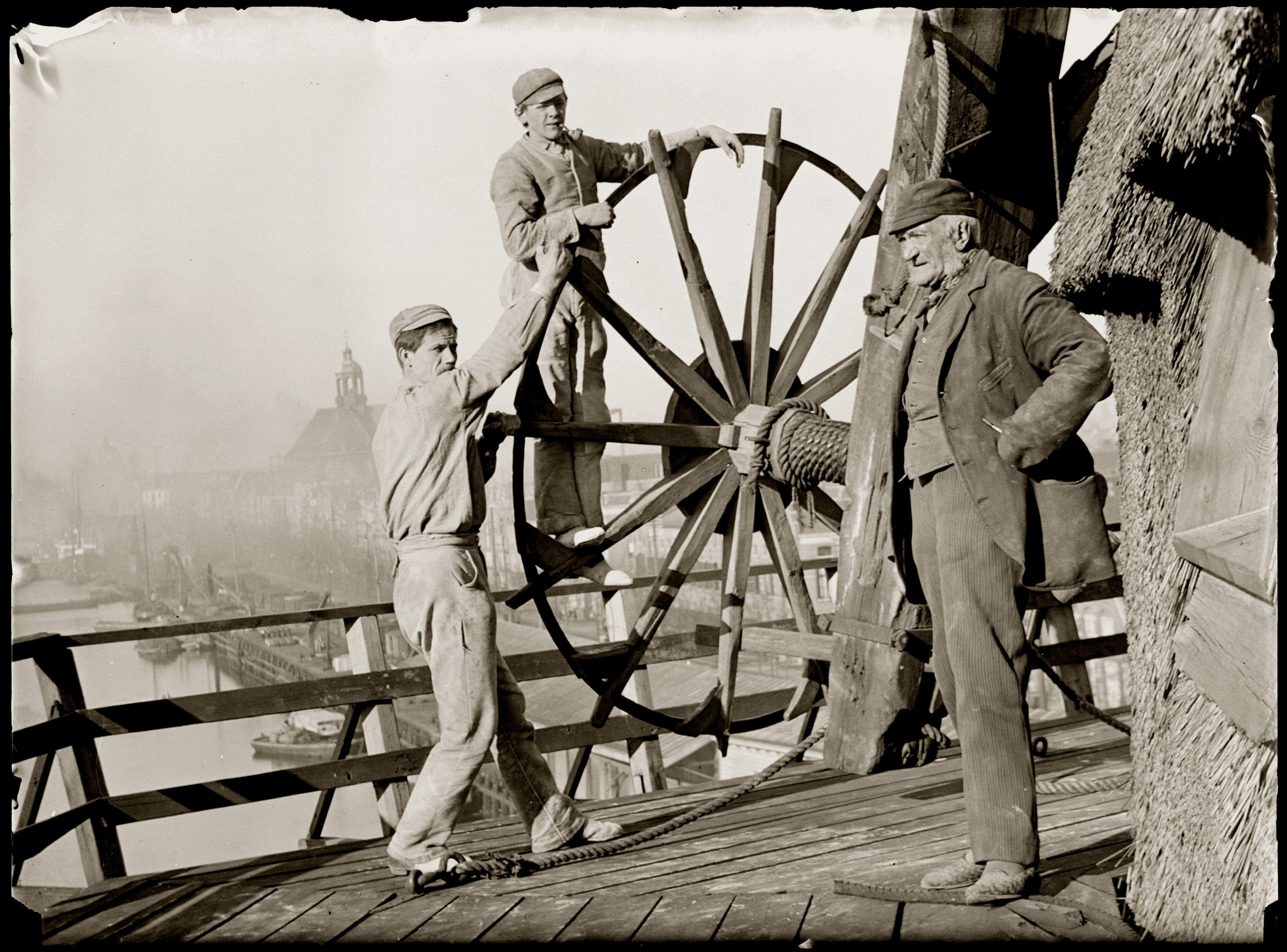
Molenaar Gerardus Hendrik de Boer en twee knechten bij de kruias van korenmolen De Gooyer. Gezien in noordelijke richting naar Nieuwevaart. Op de achtergrond de Oosterkerk; 1 november 1896, gefotografeerd door Jacob Olie.
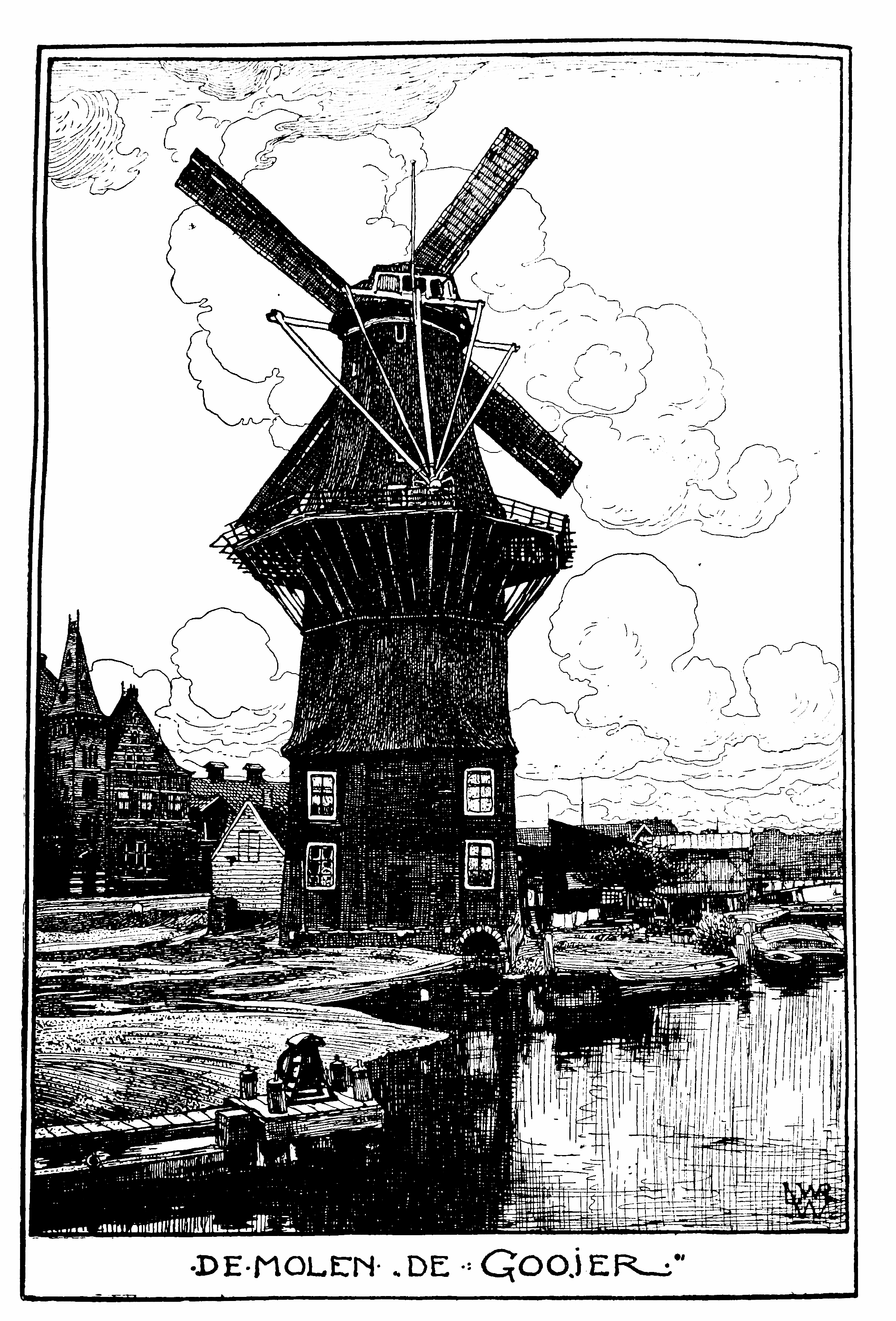
De molen rond 1900, getekend door L.W.R. Wenckebach.
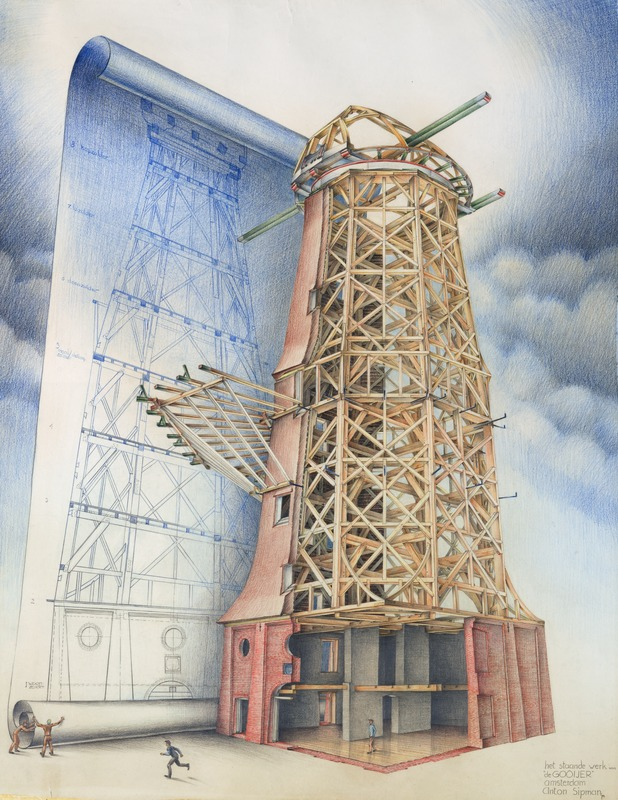
Tekening door Anton Sipman; 1971. RCE.
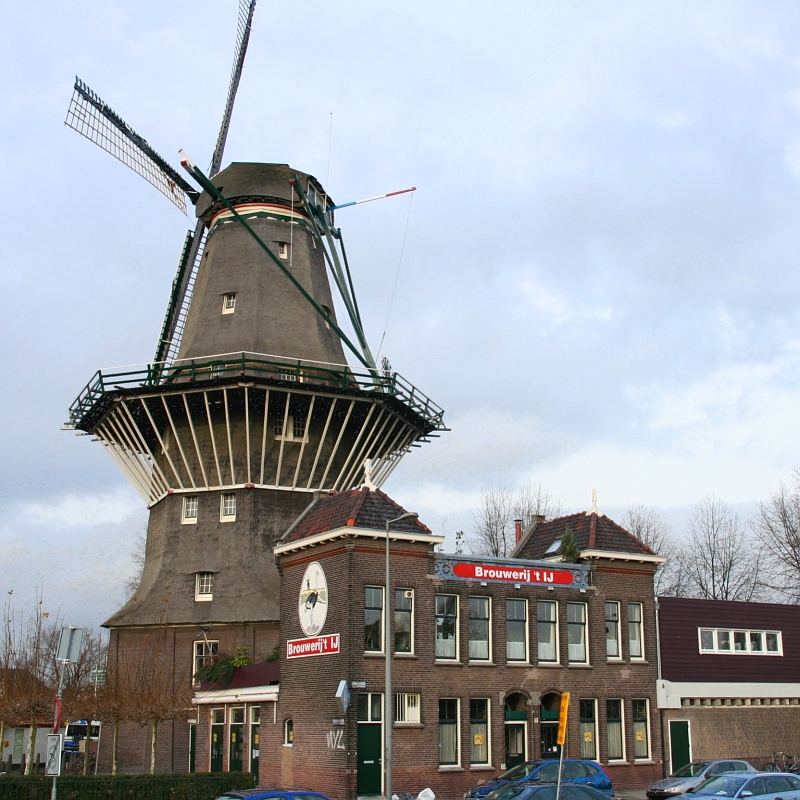
Molen de Gooyer met de naastgelegen Brouwerij 't IJ; 2007.
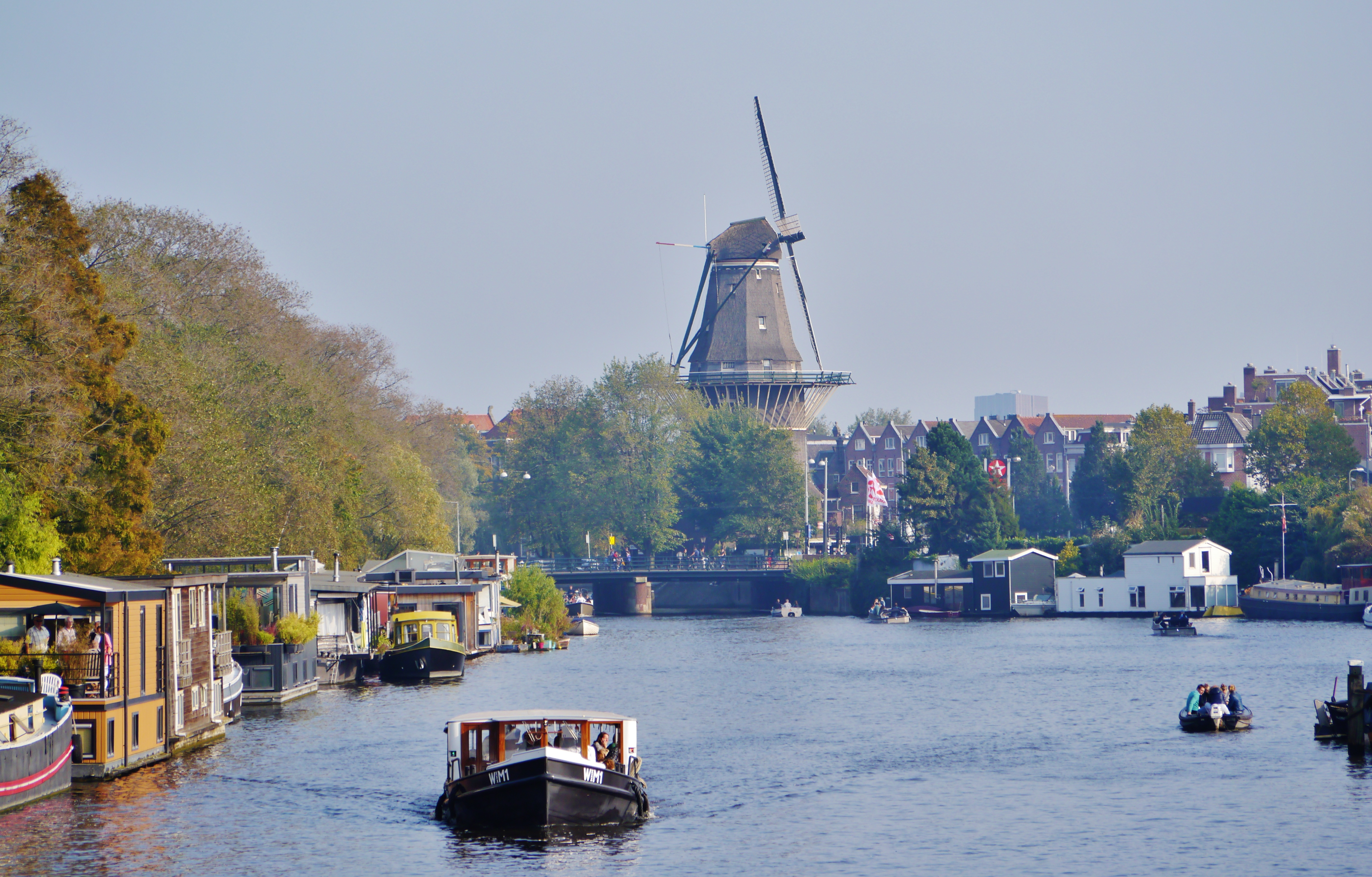
Molen de Gooyer gezien vanaf de Nieuwe Vaart; 2017.